# Ил-32
Ил-32 — десантно-грузовой планёр, предназначенный для транспортировки техники, вооружений или личного состава воинских подразделений. Единственный экземпляр был построен в 1948 году.
Общая масса перевозимого груза до 7000 кг, при перевозке десанта до 60 человек.
Полётная масса планёра 16600 кг. Буксировать планёр могли самолёты типа Ил-18 (1946) или Ту-4.
На базе планера Ил-32  прорабатывался вариант военно-транспортного самолёта Ил-34 с двумя двигателями, расположенными под крылом.

## Конструкция
Ил-32 — цельнометаллический высокоплан. Фюзеляж прямоугольного сечения (3,2×4,15 м). Грузовая кабина негерметичная, высотой 2,6 м, шириной 2,8 м и длиной 11,25 м. Пол грузовой кабины — металлический. Кабина экипажа на двух человек. Крыло планёра двухлонжеронное, площадью 159,5 м², удлинением 8, стреловидностью 3°, относительной толщиной 18 % по борту и 10 % на концах крыла. Крыло имело механизацию: поворотные закрылки, элероны, интерцепторы.
Хвостовое оперение с неподвижным стабилизатором, рули высоты и направления — металлические с полотняной обшивкой.
Шасси планера трёхточечное, в полёте не убирается. Две основные опоры шасси телескопической конструкции обеспечивали возможность опускания фюзеляжа планёра до земли. Носовая и хвостовая часть фюзеляжа откидывались, всё это резко облегчало и ускоряло погрузку и разгрузку техники, и других грузов. Высота пола над землей была 650 мм. К полу грузовой кабины приставлялись грузовые трапы, по которым самоходная техника могла въезжать и выезжать своим ходом. Планер был укомплектован аэронавигационным, радиосвязным и электро оборудованием.

## Технические характеристики
- Размах крыла, м: 35,80[4]
- Длина, м: 24,84[4]
- Площадь крыла, м: 159,50[4]
- масса пустого снаряжённого, кг: 9600[4]
- максимальная взлётная масса, кг: 16600[4]
- Практический потолок, м: 4000[4]
- Полезная нагрузка: 7000 кг груза.[4]